# Dubyaea
 Dubyaea  DC., 1838 è un genere di piante angiosperme dicotiledoni della famiglia delle Asteraceae.

## Etimologia
Il nome scientifico del genere è stato definito dal botanico Augustin Pyramus de Candolle (1778-1841) nella pubblicazione " Prodromus Systematis Naturalis Regni Vegetabilis. (DC.)" ( Prodr. [A. P. de Candolle] 7(1): 247) del 1838.

## Descrizione
Habitus. Le specie di questo gruppo sono piante perenni non molto alte con abbondante latice amaro. Il portamento è caulescente, acaulescente (più raramente) e rosulato.
Fusto. Gli scapi fiorali (uno o pochi - al massimo 20) sono cavi e afilli; possono originare direttamente dal rizoma. In alcuni casi i fusti sono ramificati. La superficie è ricoperta da peli ghiandolari più o meno rigidi e variamente colorati (bruno giallastri, da rossastri a bruno porpora, o nerastri). Le radici in genere sono di tipo fittonante.
Foglie. Le foglie formano delle rosette radicali con lamine da indivise a pennate. Le foglie lungo il caule sono disposte in modo alterno e spesso sono abbraccianti il caule stesso. La superficie spesso è ispida e ghiandolosa.
Infiorescenza. L'infiorescenza è composta da uno o più capolini terminali in formazioni corimbiformi o umbelliformi. I capolini, annuenti o eretti, solamente di tipo ligulifloro, sono formati da un involucro composto da diverse brattee (o squame) all'interno delle quali un ricettacolo fa da base ai fiori ligulati. L'involucro ha una forma da cilindrica a largamente campanulata o quasi emisferica ed è formato da diverse serie di brattee embricate. Le brattee sono colorate da verde scuro a violaceo o nerastro (quando sono nel secco); la superficie è glabra o con peli spesso ghiandolari rigidi colorati variamente (brunastri, violacei o nerastri). Solitamente le serie di brattee non sono uguali: le serie interne sono formate da circa 8 brattee con forme da lineari-lanceolate a lanceolate; mentre quelle più esterne sono embricate è più lunghe. Il ricettacolo è piano e nudo (senza pagliette a protezione della base dei fiori).
Fiori. I fiori, (da 7 a 70) tutti ligulati, sono tetra-ciclici (ossia sono presenti 4 verticilli: calice – corolla – androceo – gineceo) e pentameri (ogni verticillo ha in genere 5 elementi). I fiori sono ermafroditi, fertili e zigomorfi.
- Formula fiorale:

*/x K {\displaystyle \infty }, [C (5), A (5)], G 2 (infero), achenio
- Calice: i sepali del calice sono ridotti ad una coroncina di squame.
- Corolla: le corolle sono formate da una ligula terminante con 5 denti; il colore in genere è giallo, rosa, blu o porpora; la superficie può essere sia pubescente che glabra.
- Androceo: gli stami sono 5 con filamenti liberi e distinti, mentre le antere sono saldate in un manicotto (o tubo) circondante lo stilo.[10] Le antere alla base sono prive di codette. Il polline è tricolporato.[11]
- Gineceo: lo stilo è filiforme. Gli stigmi dello stilo sono due divergenti e ricurvi con la superficie stigmatica posizionata internamente (vicino alla base).[12] L'ovario è infero uniloculare formato da 2 carpelli.

Frutti. I frutti sono degli acheni con pappo. Gli acheni sono glabri e sono fusiformi con 5 - 10 coste prominenti e altre (da 1 a 6) minori; l'apice è troncato o attenuato. Il pappo, colorato di giallo, bianco, marrone o brunastro, è setoloso (setole scabre/barbate).

## Biologia
- Impollinazione: l'impollinazione avviene tramite insetti (impollinazione entomogama tramite farfalle diurne e notturne).
- Riproduzione: la fecondazione avviene fondamentalmente tramite l'impollinazione dei fiori (vedi sopra).
- Dispersione: i semi (gli acheni) cadendo a terra sono successivamente dispersi soprattutto da insetti tipo formiche (disseminazione mirmecoria). In questo tipo di piante avviene anche un altro tipo di dispersione: zoocoria. Infatti gli uncini delle brattee dell'involucro si agganciano ai peli degli animali di passaggio disperdendo così anche su lunghe distanze i semi della pianta.

## Distribuzione e habitat
Le specie di questo genere si trovano nell'Himalaya e nelle montagne cinesi.

## Tassonomia
La famiglia di appartenenza di questa voce (Asteraceae o Compositae, nomen conservandum) probabilmente originaria del Sud America, è la più numerosa del mondo vegetale, comprende oltre 23.000 specie distribuite su 1.535 generi, oppure 22.750 specie e 1.530 generi secondo altre fonti (una delle checklist più aggiornata elenca fino a 1.679 generi). La famiglia attualmente (2021) è divisa in 16 sottofamiglie.

### Filogenesi
Il genere di questa voce appartiene alla sottotribù Crepidinae della tribù Cichorieae (unica tribù della sottofamiglia Cichorioideae). In base ai dati filogenetici la sottofamiglia Cichorioideae è il terz'ultimo gruppo che si è separato dal nucleo delle Asteraceae (gli ultimi due sono Corymbioideae e Asteroideae). La sottotribù Crepidinae fa parte del "quarto" clade della tribù; in questo clade è in posizione "centrale" vicina alle sottotribù Chondrillinae e Hypochaeridinae.
I caratteri più distintivi per questa sottotribù (e quindi per i suoi generi) sono:
- in queste piante non sono presenti i peli piccoli, morbidi e ramificati;
- le brattee involucrali sono disposte in due serie ineguali;
- i capolini contengono molti fiori;
- le setole del pappo non sono fragili;
- gli acheni alla base sono poco compressi.

La sottotribù è divisa in due gruppi principali uno a predominanza asiatica e l'altro di origine mediterranea/euroasiatica. Da un punto di vista filogenetico, all'interno della sottotribù, sono stati individuati 5 subcladi. Il genere di questa voce appartiene al subclade denominato " Dubyaea-Nabalus-Soroseris-Syncalathium  clade". Questo subclade, nell'ambito della sottotribù, occupa il "core" della sottotribù ed è inserito in una politomia formata dai subcladi Ixeris-Ixeridium-Taraxacum e Garhadiolus-Heteracia. Il clade, che comprende nove generi: Dubyaea, Hololeion, Nabalus, Syncalathium, Sinoseris, Sonchella, Soroseris, Mojiangia e Spiroseris è fondamentalmente asiatico.
Nel clade  Dubyaea-Nabalus-Soroseris-Syncalathium il genere si presenta sparso fra gli altri membri del gruppo (da alcuni studi sulla vascolarizzazione degli acheni sembra che le specie di Dubyaea siano molto vicine a Nabalus e Soroseris- in altri studi con il clade "Soroseris, Syncalathium e Nabalus" risulta formare un gruppo fratello); quindi la monofilia del genere non è stata ancora completamente provata. Del resto tutto il clade, da un punto di vista filogenetico, si presenta con una struttura altamente politomica. [La precedente configurazione filogenetica è basata sull'analisi di alcune particolari regioni (nrITS) del DNA; analisi su altre regioni (DNA del plastidio) possono dare dei risultati lievemente diversi.]
All'interno del genere sono stati individuati tre cladi principali supportati dal colore dei fiori e dalle caratteristiche morfologiche degli steli e delle foglie basali. Da analisi biogeografiche si è dedotto che Dubyaea è sorto nel Miocene superiore nelle montagne Hengduan e che in seguito si è diffuso a ovest sull'Himalaya. Da un punto di vista della diversificazione, questo genere si è separato dal resto del gruppo principale da circa 6,5 milioni di anni fa (stima del suo antenato più recente comune a tutto il genere).
I caratteri distintivi per le specie del genere di questa voce sono:
- l'areale di distribuzione è Sino-himalayano;
- le brattee dell'involucro hanno una disposizione embricata;
- gli acheni sono fusiformi.

Il numero cromosomico della specie è: 2n = 16 (specie diploidi).

### Elenco delle specie
Questo genere ha 12 specie:
- Dubyaea atropurpurea Stebbins
- Dubyaea blinii  (H.Lév.) N.Kilian
- Dubyaea chimiliensis (W. W. Sm.) Stebbins
- Dubyaea cymiformis  C.Shih
- Dubyaea emeiensis  C.Shih
- Dubyaea forrestii  Mamgain & R.R.Rao
- Dubyaea hispida  DC.
- Dubyaea jinyangensis  C.Shih
- Dubyaea oligocephala  (Sch.Bip.) Stebbins
- Dubyaea rubra  Stebbins
- Dubyaea stebbinsii  Ludlow
- Dubyaea tsarongensis  (W.W.Sm.) Stebbins

Note:

(1): alcune checklist considerano la specie Dubyaea chimiliensis sinonimo di Dubyaea tsarongensis.

(2): le seguenti specie, in precedenza descritte all'interno del genere Dubyaea, appartengono ora al genere Lihengia (sottotribù Lactucinae):
- Lihengia amoena  (Hand.-Mazz.) Y. S. Chen & R. Ke, 2021 (derivata da Dubyaea amoena (Hand.-Mazz.) Stebbins).
- Lihengia gombalana  (Hand.-Mazz.) Y. S. Chen & R. Ke, 2021  (derivata da Dubyaea gombalana (Hand.-Mazz.) Stebbins).

### Sinonimi
Sono elencati alcuni sinonimi per questa entità:
- Micrauchenia Froel.